# Stropharia melanosperma
Stropharia melanosperma är en svampart som först beskrevs av Pierre Bulliard (v. 1742–1793), och fick sitt nu gällande namn av Claude-Casimir Gillet 1878. Stropharia melanosperma ingår i släktet kragskivlingar och familjen Strophariaceae.  Artens status i Sverige är: Osäker förekomst. Inga underarter finns listade i Catalogue of Life.

## Bildgalleri

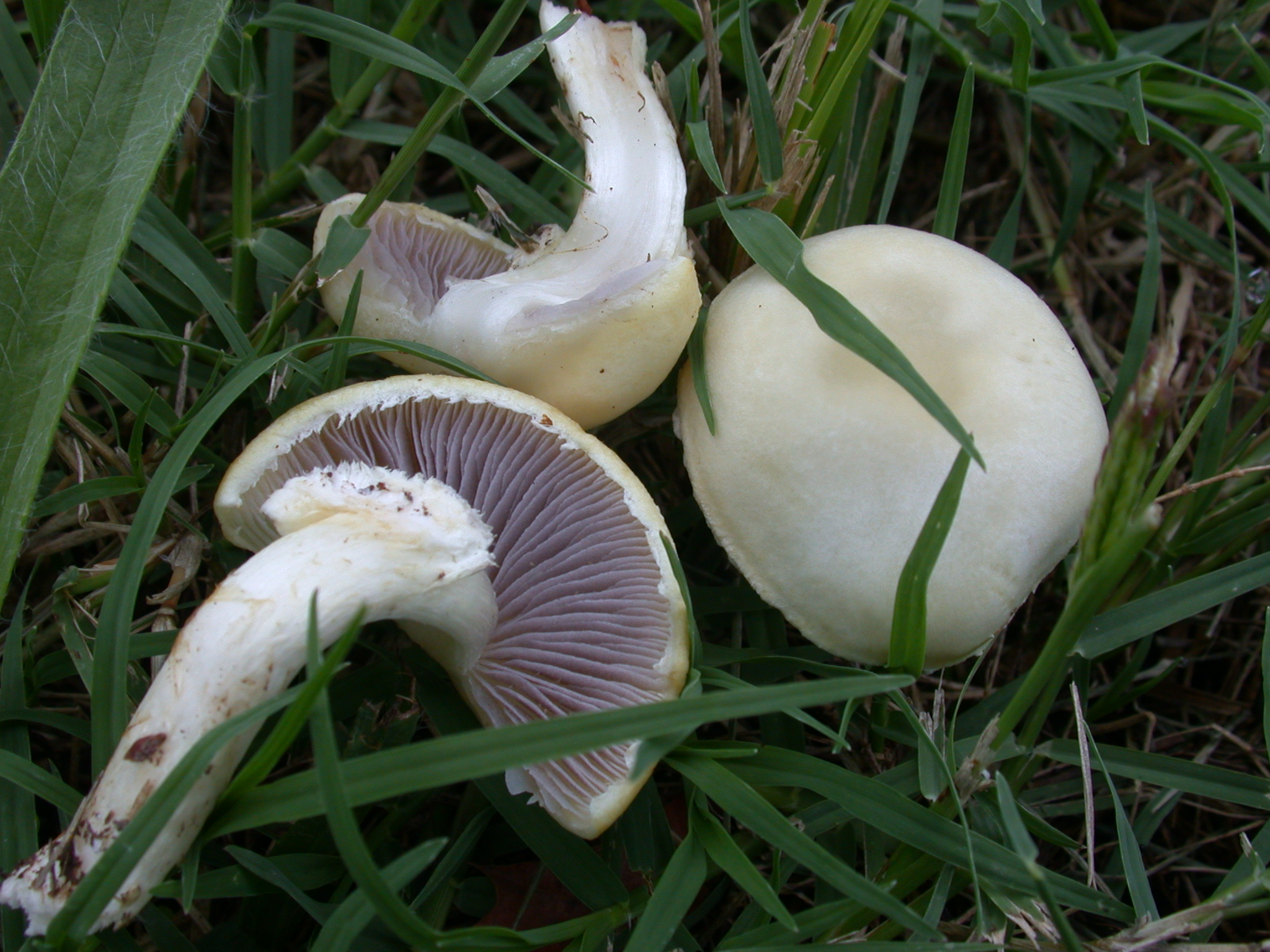